# حكايات آن
 حكايات آن أو ذات الشعر الأحمر (باليابانية: こんにちは アン 〜Before Green Gables ، بالروماجي:  Konnichiwa An 〜Bifō Guriin Gēburusu) (بالإنجليزية: Kon'nichiwa Anne: Before Green Gables )‏ مسلسل أنمي ياباني، وهو المسلسل ال26 في مسرح تحف العالم من إنتاج استديو نيبون أنيميشن. عرض لأول مره في 5 أبريل 2009 واستمر عرضه حتى 27 ديسمبر 2009. قصة المسلسل مقتبسة عن البادئة Before Green Gables عام 2008 لكاتبة قصص الأطفال الكندية بادج ويلسون

## القصة
تدور أحداث المسلسل في كندا حول طفولة الفتاة الصغيرة المدعوة آن شيرلي، التي تصبح يتيمة الأبوين وهي طفلة رضيعة، ليتبناها رجل يدعى بيرد توماس وزوجته جوانا توماس. تعيش آن مع هذه العائلة الفقيرة لعدة سنوات، واثناء السنوات هذه تحصل أحداث مشوقة، وتغيرات كثيرة في حياة الصغيرة آن.

## الشخصيات
آن شيرلي
بطلة المسلسل، طفلة صغيرة بشعر أحمر ونمش لطيف. فتاة مفعمة بالحيوية والنشاط، دائما ما تتمسك بالاجابية والأمل رغم انعدام ظروفه، فآن يتيمة الأبوين وقد تبنتها عائلة توماس البائسة. تتميز آن الثرثارة بخيالها الواسع ولسانها الشاعري وحبها الشديد للعلم والمعرفة.
- جوانا توماس
- بيرت توماس
- إليزا توماس
- هوراس توماس
- إدوارد توماس
- هاري توماس
- نوه توماس
- روجر اميرسون
- جيسي جليسون
- لوشينفار
- رجل البيض ( روبرت جونسون )
- ميليسا هاندرسون
- راندولف
- سيدي
- ميشيل
- الانسه هجاريتي
- السيد كندريك هاموند
- السيدة شارلوت هاموند
- ملدريد
- ادينا
- تيسا
- الانسه كارلل (ايمي تومسون)
- آنسه كال

## وصلات خارجية
حكايات آن على موقع IMDb (الإنجليزية)
- حكايات آن على موقع كينوبويسك (الروسية)
- حكايات آن على موقع قاعدة بيانات الفيلم (الإنجليزية)
- حكايات آن على موقع ANN anime (الإنجليزية)